# Salentin Ernst Eugen Cohausen
Salentin Ernst Eugen Cohausen (* 21. Dezember 1703 in Jünkerath; † 21. Mai 1779 in Koblenz) war ein deutscher Mediziner und kurtrierischer Leibarzt.

## Leben
Salentin Ernst Eugen Cohausen wurde auf der Burg Jünkerath des Grafen Salentin Ernst von Manderscheid als Sohn des rechtskundigen gräflichen Kanzlers Jodocus Ernst Cohausen geboren. Cohausen studierte in Leiden, Löwen, Duisburg und Köln. Er wurde am 2. Dezember 1725 in Trier promoviert. Nach der amtsärztlichen Bestätigung in Bernkastel und Wittlich erfolgte 1730 im Alter von 27 Jahren seine Berufung zum Professor der praktischen Medizin in Trier. Kurfürst Franz Georg von Schönborn berief ihn kurz darauf als Kreisarzt und Arzt der kurfürstlichen Miliz nach Koblenz. Er war Leibarzt der drei letzten Kurfürsten von Trier und stand dem lebensfrohen Johann Philipp Reichsgraf von Walderdorff sehr nahe.
Am 25. Mai 1741 wurde er mit dem akademischen Beinamen Cleombrotus II. unter der Matrikel-Nr. 513 zum Mitglied der Leopoldina gewählt.
Mit seinem Onkel Johann Heinrich Cohausen, Leibarzt des Bischofs von Münster und medizin-satirischer Schriftsteller und dem katholischen Geistlichen und Historiker Jodocus Hermann Nünning arbeitete er zusammen und veröffentlichte einige Werke auch gemeinsam mit ihnen.